# Test di Kveim
Il test di Kveim o test di Nickerson-Kveim o Kveim-Siltzbach è un test cutaneo utilizzato per rilevare la sarcoidosi, in cui una parte di una milza di un paziente noto per sarcoidosi  viene iniettata nella pelle di un paziente sospettato di avere la malattia. Se si riscontrano granulomi non caseosi 4-6 settimane dopo, il test è positivo. Se il paziente è stato in trattamento (ad es. glucocorticoidi), il test può essere falso negativo. Il test non viene eseguito comunemente e nel Regno Unito non è disponibile alcun substrato dal 1996. Si teme che alcune infezioni, come l'encefalopatia spongiforme bovina, possano essere trasferite tramite un test Kveim.
Prende il nome dal patologo norvegese Morten Ansgar Kveim, che per primo riferì il test nel 1941 utilizzando tessuto linfonodale di pazienti con sarcoidosi. È stato reso popolare dal medico americano Louis Siltzbach, che ha introdotto una forma modificata utilizzando il tessuto della milza nel 1954. Il lavoro di Kveim era un perfezionamento di studi precedenti eseguiti da Nickerson, che nel 1935 riferì per la prima volta sulle reazioni cutanee nella sarcoidosi.
Un test di Kveim può essere utilizzato per distinguere la sarcoidosi da condizioni con sintomi altrimenti indistinguibili come la berillosi.